# Octobre 2017
Octobre 2017 est le 10e mois de l'année 2017.

## Évènements
- 12 septembre au 7 novembre : consultation postale sur la légalisation du mariage homosexuel en Australie.
- 1er octobre : 
  - référendum sur l'indépendance de la Catalogne ;
  - une attaque au couteau à Marseille fait 3 morts dont l'auteur de l'attaque[1] ;
  - une attaque présumée terroriste à Edmonton fait 5 blessés[2] ;
  - premier mariage homosexuel en Allemagne[3] ;
  - une fusillade à Las Vegas fait au moins 58 morts et 515 blessés.
- 2 octobre : Jeffrey C. Hall, Michael Rosbash et Michael W. Young reçoivent le prix Nobel de médecine pour leurs « découvertes des mécanismes moléculaires qui règlent le rythme circadien ».
- 3 octobre :
  - Rainer Weiss, Barry C. Barish et Kip Thorne reçoivent le prix Nobel de physique pour « leurs contributions décisives à la conception du détecteur LIGO et à l’observation des ondes gravitationnelles » ;
  - Grève générale et manifestations mobilisant des centaines de milliers de personnes en Catalogne pour protester contre les violences policières qui ont émaillé le référendum[4].
- 4 octobre : Jacques Dubochet, Joachim Frank et Richard Henderson reçoivent le prix Nobel de chimie pour « avoir développé la cryo-microscopie électronique ».
- 5 octobre :
  - Kazuo Ishiguro reçoit le prix Nobel de littérature.
  - le gouvernement irakien annonce la libération d'Hawija
  - Une trentaine d'hommes armés affiliés au groupe Ansar al-Sunna attaquent 3 commissariats dans la ville de Mocímboa da Praia, tuant 16 personnes (dont deux policiers et un chef communautaire)[5] et déclenchant l'insurrection islamiste de Cabo Delgado[6].
- 5 au 8 octobre : l'ouragan Nate frappe l'Amérique centrale puis le Sud des États-Unis.
- 6 octobre : la Campagne internationale pour l'abolition des armes nucléaires reçoit le prix Nobel de la paix.
- 7 - 9 octobre : initiative citoyenne Parlem? Hablamos?, plusieurs centaines de milliers de personnes défilent à Madrid et Barcelone contre l'indépendance de la Catalogne et pour encourager un meilleur dialogue entre le gouvernement national espagnol et le gouvernement régional catalan[7],[8],[9].
- 9 octobre : Richard Thaler reçoit le prix de la Banque de Suède en sciences économiques en mémoire d'Alfred Nobel.
- 10 octobre : élections générales au Libéria.
- 12 octobre :
  - Passage de l'astéroïde 2012 TC4 à 50 150 km de la terre ;
  - Despacito devient la première vidéo à dépasser les 4 milliards de vue sur YouTube[10], deux mois après avoir été la première à dépasser les 3 milliards de vues[11].
- 13 au 17 octobre : incendies de forêt meurtriers au Portugal et au nord-ouest de l'Espagne.
- 14 octobre :
  - un double attentat à Mogadiscio, en Somalie, fait 512 morts.
  - Le Prix des droits de l'homme Václav-Havel 2017 est remis à Murat Arslan, magistrat turc emprisonné à cause des purges en Turquie, pour son engagement en faveur de l'indépendance de la Justice[12].
  - Lancement du mot-dièse #BalanceTonPorc, suivi par son homologue anglophone #MeToo le lendemain, pour rassembler des témoignages de violences faites aux femmes, qui se diffusent dans le monde entier[13].
- 15 octobre :
  - élections législatives en Autriche ;
  - élection présidentielle au Kirghizistan ;
  - élections législatives régionales en Basse-Saxe (Allemagne) ;
  - élections des gouverneurs régionaux au Venezuela.
- 16 octobre : 
  - offensive de l'armée irakienne contre les peshmergas à Kirkouk.
  - annonce de la détection d'une fusion d'étoiles à neutrons le 17 août 2017 tant sous forme d'ondes gravitationnelles que sous forme lumineuse.
  - La journaliste et blogueuse anti-corruption maltaise Daphne Caruana Galizia est assassinée avec une bombe placée dans sa voiture[14].
- 17 octobre : fin de la Bataille de Raqqa en Syrie.
- 18 octobre : ouverture du dix-neuvième congrès national du Parti communiste chinois.
- 19 octobre : détection de 1I/ʻOumuamua
- 20 octobre :
  - des attentats  dans une mosquée chiite de Kaboul et une mosquée sunnite de Ghor, en Afghanistan, provoquent au moins 89 morts ; Daech revendique l'attaque de Kaboul mais pas celle de Ghôr
  - une fusillade entre des policiers et des membres du Groupe Hasm - une faction armée des Frères musulmans - tue au moins 16 policiers dans la région de Gizeh en Égypte[15]
- 20 et 21 octobre : élections législatives en République tchèque.
- 22 octobre :
  - élections législatives en Argentine ;
  - élection présidentielle en Slovénie (1er tour) ;
  - élections législatives au Japon ;
  - référendums sur l'autonomie en Lombardie et en Vénétie ;
  - un éclair de 829 km (avec une marge d'erreur de 8 km) s'étant de l’est du Texas jusqu’aux alentours de Kansas City. Il est validé le 31 juillet 2025 comme ayant le record de longueur au monde[16].
- 23 octobre : les forces armées philippines reprennent la ville de Marawi à l’État islamique.
- 25 octobre : Sophia devient le premier robot à avoir une nationalité, en particulier la nationalité saoudienne.
- 26 octobre :
  - élection présidentielle au Kenya ;
  - Le Prix Sakharov 2017 est attribué à l'Opposition démocratique vénézuélienne.
- 27 octobre : le Parlement catalan déclare l’indépendance de la Catalogne, le Sénat espagnol autorise la mise sous tutelle de la Catalogne en vertu de l'article 155 de la constitution.
- 28 octobre : élections législatives en Islande.
- 31 octobre : un attentat à Manhattan (États-Unis) fait au moins 8 morts.